# ائتلاف گروه‌های پنج‌گانه
ائتلاف گروه‌های پنجگانه به ائتلاف انتخاباتی پنج گروه انقلابی شرکت‌کننده در انتخابات مجلس خبرگان قانون اساسی ایران اشاره دارد. گروه‌های این ائتلاف دارای گرایش‌های اسلامی و بنیادستیزی (رادیکال) بودند. این ائتلاف پس از انتخابات یک نامه سرگشاده به سید روح‌الله خمینی فرستاد و دربارهٔ «تقلب» شکایت کرد.

## حزب‌های ائتلاف
این پنج گروه شامل:
- جنبش انقلابی مردم ایران (جاما) به رهبری کاظم سامی
- سازمان مجاهدین خلق ایران به رهبری مسعود رجوی
- جنبش مسلمانان مبارز به رهبری حبیب‌الله پیمان
- جنبش علی‌اصغر حاج‌سیدجوادی – یک گروه نوبنیاد و کوچک میانه‌گرا[۳]
- سازمان اسلامی شورا (ساش) به رهبری حبیب‌الله آشوری – این گروه برای مدت کوتاهی در سال ۱۳۵۷ فعال بود[۴]

## کاندیداها
این ائتلاف در ۱۸ ژوئیه ۱۹۷۹ برای همه ۱۰ کرسی مجلس از تهران نامزدان خود را از طریق آیندگان معرفی کرد. این نامزدان به شرح زیر بودند:
| #  | نام                 |
| -- | ------------------- |
| ۱  | سید محمود طالقانی   |
| ۲  | عزت‌الله سحابی       |
| ۳  | علی گلزاده غفوری    |
| ۴  | علی‌اصغر حاج‌سیدجوادی |
| ۵  | مسعود رجوی          |
| ۶  | عبدالکریم لاهیجی    |
| ۷  | حبیب‌الله پیمان      |
| ۸  | ناصر کاتوزیان       |
| ۹  | طاهره صفارزاده      |
| ۱۰ | نظام‌الدین قهاری     |